# Gian Pietro Galizzi
Gian Pietro Galizzi (Crema, 26 gennaio 1931 – Brembate di Sopra, 4 febbraio 2012) è stato un politico italiano, sindaco della città di Bergamo dal 1990 al 1995.

## Biografia
Si diplomò al Liceo Ginnasio Statale Paolo Sarpi di Bergamo, per poi laurearsi in Lettere all'Università degli Studi di Milano a 23 anni, lavorò come insegnante di scuola superiore. 
Esponente della Democrazia Cristiana, Galizzi ha guidato la Provincia di Bergamo come presidente dal 1985 al 1990 e come sindaco di Bergamo con una giunta di centrosinistra (DC, PSI, PRI) negli anni di Tangentopoli e della crescita elettorale di Lega Nord e Forza Italia. La sua giunta ha comunque superato indenne la stagione delle indagini giudiziarie, terminando il mandato nel maggio 1995.
È morto nel maggio 2012 all'età di 81 anni.